# Hirving Lozano
Hirving Rodrigo Lozano Bahena (sinh ngày 30 tháng 7 năm 1995) là một cầu thủ bóng đá chuyên nghiệp người Mexico hiện đang thi đấu vị trí tiền vệ cánh cho câu lạc bộ Major League Soccer San Diego FC và đội tuyển bóng đá quốc gia México. Anh thường được gọi bằng biệt danh Chucky.
Anh bắt đầu sự nghiệp với Pachuca, vô địch giải Liga MX Clausura 2015–16 và CONCACAF Champions League 2016–17, tổng cộng 149 trận và giành 43 bàn thắng cho đội. Vào tháng 6 năm 2017, anh ký hợp đồng với PSV Eindhoven, vô địch giải Giải bóng đá vô địch quốc gia Hà Lan trong mùa giải đầu tiên ở Hà Lan, và trở thành cầu thủ ghi bàn hàng đầu của đội.
Tại U-20 Mexico, Lozano vô địch CONCACAF U-20 Championship 2015, và anh cũng đã tham dự Thế vận hội Mùa hè 2016. Anh đã ra mắt đội tuyển vào tháng 2 năm 2016 và đại diện cho quốc gia tại Cúp bóng đá toàn châu Mỹ 2016, FIFA Confederations Cup 2017, FIFA World Cup 2018, Cúp vàng CONCACAF 2021 và FIFA World Cup 2022.

## Sự nghiệp câu lạc bộ

### Pachuca
Hirving Lozano sinh ra ở Thành phố Mexico và vào năm 2006, khi mới 11 tuổi, anh tham gia học viện trẻ của C.F. Pachuca. Sau khi thi đấu tốt ở các hạng dưới, anh được gọi lên đội một bởi huấn luyện viên Gabriel Caballero. Vào ngày 8 tháng 2 năm 2014, Lozano ra sân trong trận đấu Liga MX đầu tiên của mình, đối đầu với Club América. Anh ghi bàn chỉ sau năm phút kể từ khi vào sân thay người, giúp đội giành chiến thắng 1-0 tại Estadio Azteca. Trong giải đấu mùa xuân 2014 (Clausura 2014), Lozano đạt vị trí á quân cùng Pachuca, và anh còn ghi bàn thứ ba trong trận chung kết lượt đi, góp phần vào chiến thắng 3-2 trước Club León, đội bóng cùng thành phố. Vào ngày 30 tháng 8, anh lập cú đúp bàn thắng đầu tiên của mình trong trận thắng 2-1 trước León.
Vào ngày 19 tháng 9 năm 2015, Lozano ghi bàn gỡ hòa sau bảy phút kể từ khi Dorados de Sinaloa mở tỷ số trong một trận đấu, và Pachuca sau đó giành chiến thắng 2-1. Ngày 27 tháng 2 năm 2016, Lozano ghi bàn duy nhất của trận đấu trong phút đầu tiên khi gặp Toluca, giúp Pachuca lên ngôi đầu bảng tổng sắp. Vào ngày 19 tháng 3, anh ghi hat-trick đầu tiên trong chiến thắng 6-0 của Pachuca trước Veracruz. Lozano góp mặt với hai bàn thắng trong các trận bán kết mùa giải Clausura 2016 trước León, giúp Pachuca giành chiến thắng tổng cộng 3-2. Pachuca giành chiến thắng trong trận chung kết giải đấu mùa Clausura 2015-16 sau khi đánh bại Monterrey với tỷ số chung cuộc 2-1. Lozano sau đó được chọn vào đội tiêu biểu của giải đấu.
Vào ngày 16 tháng 7 năm 2016, Lozano đã ghi cú đúp bàn thắng và đóng góp một đường kiến tạo trong trận đấu đầu tiên của mùa giải gặp León, giúp Pachuca giành chiến thắng 5-1. Ngày 13 tháng 9, trong giai đoạn bảng của giải Cúp C1 CONCACAF 2016-17, anh đã ghi bốn bàn trong trận thắng 11-0 của họ trước Police United, giúp Pachuca thiết lập kỷ lục thắng lớn nhất trong lịch sử giải đấu. Anh đã được bầu là Cầu thủ của Tuần của Cúp C1 CONCACAF cho màn trình diễn xuất sắc của mình. Lozano kết thúc mùa giải mùa Apertura 2016 với 7 bàn thắng, trở thành cầu thủ người Mexico ghi nhiều bàn nhất, và anh cũng được bổ nhiệm vào đội hình tiêu biểu một lần nữa.
Trong trận đấu mở màn mùa giải Clausura 2017 vào ngày 17 tháng 1, anh đã ghi hat-trick trong trận Pachuca đánh bại León với tỷ số 4-2. Vào tháng 4, trong lượt về của bán kết Cúp C1 CONCACAF 2016-17 trước FC Dallas, Lozano đã ghi hai bàn trong 10 phút cuối trận để giúp Pachuca giành chiến thắng 3-1 (4-3 tổng cộng) và giành vé vào trận chung kết. Tháng sau, Pachuca đã giành chiến thắng trong Cúp C1 CONCACAF bằng cách đánh bại câu lạc bộ Mexico khác là Tigres UANL, với Lozano giành danh hiệu Giày Vàng dành cho cầu thủ ghi nhiều bàn nhất của giải đấu với 8 bàn, cũng như giải thưởng Cầu thủ Trẻ Xuất sắc nhất.

### PSV

#### Mùa giải 2017-18
Vào ngày 19 tháng 6 năm 2017, sau một thời gian dài chờ đợi với nhiều tin đồn về việc Lozano sẽ gia nhập các câu lạc bộ châu Âu như Manchester United, Manchester City, Benfica và Ajax, thông tin cuối cùng đã được công bố: câu lạc bộ Hà Lan PSV Eindhoven đã chính thức ký hợp đồng với Lozano trong thời hạn 6 năm. Anh tạm thời rời đội tuyển quốc gia Mexico đang tham dự Confederations Cup để hoàn tất việc chuyển nhượng. Điều này đã đánh dấu anh là cầu thủ Mexico thứ năm gia nhập PSV.
Lozano có trận ra mắt chính thức cho PSV trong vòng loại Europa League gặp đội Osijek của Croatia. Anh thi đấu trong cả hai trận nhưng PSV không thể vào vòng bảng do tổng tỷ số 2-0. Tại Eredivisie, Lozano đã ghi bàn trong trận đầu tiên khi đối đầu với AZ Alkmaar vào ngày 12 tháng 8. Anh bắt đầu và thi đấu 84 phút trong trận thắng 3-2 của PSV, và anh đã được người hâm mộ tại sân PSV vỗ tay khi được thay ra nghỉ. Trong trận đấu tiếp theo, anh ghi bàn và kiến tạo trong trận thắng 4-0 của PSV trước NAC Breda. Tuần sau, anh ghi bàn trong chiến thắng 2-0 của PSV trước Roda JC, và trở thành cầu thủ đầu tiên ghi bàn trong ba trận đầu tiên cùng đội và nhận danh hiệu Cầu thủ xuất sắc nhất tháng 8 của giải đấu Eredivisie. Tuy nhiên, ngày 10 tháng 9 năm 2017, anh nhận thẻ đỏ đầu tiên khi đối mặt với SC Heerenveen và đội PSV thất bại 0-2.
Ngày 17 tháng 2 năm 2018, Lozano nhận thẻ đỏ thứ hai của mùa giải trong trận đấu với Heerenveen, sau khi anh chạm vào mặt của hậu vệ Lucas Woudenberg. Anh bị treo giò 3 trận và quyết định này cuối cùng đã được duy trì bởi Ủy ban kỷ luật của KNVB, ngay cả khi PSV đã không thành công trong việc kháng án. Lozano trở lại sân vào ngày 18 tháng 3, ghi bàn thứ hai trong chiến thắng 3-0 của PSV trước VVV Venlo, bàn thắng thứ 14 của anh trong mùa.
Với sự góp mặt của Lozano, PSV đạt được chức vô địch Eredivisie sau chiến thắng 3-0 trước đối thủ cạnh tranh Ajax vào ngày 15 tháng 4. Anh kết thúc mùa giải với 17 bàn thắng, đứng đầu danh sách ghi bàn của đội trong giải đấu và cũng có 11 đường kiến tạo.

#### Mùa giải 2018-19
Trong mùa giải 2018-19, Lozano bắt đầu bằng việc vào sân như một cầu thủ dự bị trong trận đấu đầu tiên của PSV, gặp Feyenoord trong trận tranh Siêu Cúp Johan Cruyff năm 2018. Sau thời gian thi đấu chính thức với tỷ số hòa không bàn thắng, trận đấu đã vào loạt sút luân lưu, và Lozano đã ghi bàn một quả phạt đền thành công, nhưng đội của anh thua ở loạt sút luân lưu với tỷ số 6-5. Ngày 11 tháng 8, Lozano ghi bàn trong trận mở màn Giải Vô địch Hà Lan mùa 2018-19 của PSV trước FC Utrecht, đóng góp bàn thứ ba trong chiến thắng 4-0. Anh cũng ghi bàn trong tuần tiếp theo trong trận thắng 2-1 trước Fortuna Sittard. Ba ngày sau đó, Lozano đã có trận đấu ra mắt trong vòng loại play-off Giải vô địch UEFA Champions League trước BATE Borisov; anh ghi bàn thứ hai trong chiến thắng 3-2 của PSV ở trận lượt đi.
Vào ngày 15 tháng 9, anh đã ghi hai bàn trong chiến thắng đậm đà 7-0 của PSV trước ADO Den Haag, trong đó người đồng đội cũ ở Pachuca, Érick Gutiérrez, đã kiến tạo cho bàn thứ hai chỉ sau ba phút sau khi vào sân. Ba ngày sau đó, anh đã có trận ra mắt ở vòng bảng UEFA Champions League trước Barcelona, thi đấu suốt 90 phút trong trận thua 0-4 của PSV. Thành tích của anh đã giúp anh được chọn vào đội hình tiêu biểu của giải trong tháng ấy. Lozano ghi thêm một cú đúp vào ngày 6 tháng 10 trong trận thắng 4-0 của PSV trước VVV-Venlo, ghi bàn mở tỷ số và bàn thắng cuối cùng. Ngày 20 tháng 10, anh đã đóng góp vào nửa số bàn thắng của PSV trong chiến thắng 6-0 trước FC Emmen, ghi hai đường kiến tạo và một bàn thắng. Bốn ngày sau đó, anh đã ghi bàn thắng đầu tiên của mình trong vòng bảng UEFA Champions League khi PSV hòa 2-2 với Tottenham Hotspur, anh cũng đạt được thành công khi đẩy Hugo Lloris ra ngoài với thẻ đỏ do vi phạm ngoại vòng cấm. Ngày 24 tháng 11, Lozano đã ghi hai bàn thắng và kiến tạo trong trận thắng 3-0 của PSV trước SC Heerenveen. Lozano ghi bàn trong trận hòa 1-1 của PSV với Inter Milan trong trận đấu cuối cùng của vòng bảng Champions League vào ngày 11 tháng 12. Anh sau đó được chọn vào đội hình xuất sắc của Champions League năm 2018.
Ngày 25 tháng 4 năm 2019, trong trận đấu với Willem II, Lozano bị đưa ra nằm trên cáng sau một tình huống va chạm với Freek Heerkens. Ban đầu nghĩ rằng anh có thể đã bị tổn thương đứt dây chằng và sẽ phải nghỉ thi đấu trong thời gian dài, nhưng sau đó đã được loại trừ khả năng này. Câu lạc bộ sau đó phát thông báo cho biết Lozano sẽ không còn tham gia thi đấu trong phần còn lại của mùa giải.

#### Mùa giải 2019-20
Vào ngày 23 tháng 8 năm 2019, Lozano chính thức gia nhập câu lạc bộ Ý S.S.C. Napoli. Anh đã ký hợp đồng 5 năm với mức chuyển nhượng là 46,5 triệu USD (tương đương 42 triệu Euro), biến anh trở thành cầu thủ đắt giá nhất trong lịch sử Napoli tại thời điểm đó. Đây cũng là mức phí chuyển nhượng cao nhất từng được trả cho một cầu thủ người Mexico và kỷ lục mức phí chuyển nhượng cao nhất mà PSV Eindhoven từng nhận được cho một cầu thủ.
Chỉ sau 8 ngày, Lozano đã ra sân trong trận đấu Serie A đầu tiên của mình, đó là trận gặp Juventus tại Turin. Anh đã ghi bàn thứ hai cho đội nhà trong trận thua 3-4.
Sau khi HLV Carlo Ancelotti bị sa thải vì kết quả không tốt, HLV Gennaro Gattuso được bổ nhiệm làm HLV mới. Tuy nhiên, ban đầu Lozano không được ra sân thường xuyên hoặc thậm chí không được sử dụng.
Vào ngày 16 tháng 6 năm 2020, Gattuso đã đuổi Lozano khỏi buổi tập do thiếu nỗ lực. Hai ngày sau đó, anh không được sử dụng trong trận chung kết Coppa Italia trước Juventus, trong đó Napoli đánh bại Juventus với tỷ số 4-2 trong loạt sút luân lưu sau khi hòa 0-0. Đây là lần đầu tiên một cầu thủ người Mexico giành chức vô địch cùng một câu lạc bộ ở Ý.
Trong các trận đấu cuối mùa giải 2019-20 của Napoli, Lozano được sử dụng thường xuyên hơn và đã tham gia 26 trận trong Serie A, ghi được 4 bàn thắng.

#### Mùa giải 2020–21
Trong mùa giải 2020–21, Napoli bắt đầu bằng việc đối đầu với Parma trong trận mở màn Serie A. Trong trận này, Lozano đã xuất phát trong đội hình chính và góp phần giúp Napoli thắng 2–0. Tuần tiếp theo, trong trận đấu với Genoa, Lozano đã ghi hai bàn thắng, đánh dấu cú đúp đầu tiên cho Napoli trong chiến thắng 6–0. Trong tháng tiếp theo, anh lập cú đúp thứ hai của mình trong trận đấu với Atalanta, giúp Napoli thắng 4–1. Vào ngày 26 tháng 11, Lozano ghi bàn đầu tiên của anh tại Europa League mùa giải 2020–21 trong trận đấu vòng bảng với đội Rijeka của Croatia, đem về chiến thắng 2–0 trên sân nhà. Sau chiến thắng 2–1 trước Sampdoria, anh không chỉ ghi bàn mà còn có pha kiến tạo, tờ báo thể thao La Gazzetta dello Sport đã đề cao màn trình diễn của Lozano, nhấn mạnh sự cải thiện về phong độ so với mùa đầu tiên của anh tại Napoli.
Vào ngày 24 tháng 1 năm 2021, Lozano ghi bàn duy nhất cho Napoli trong trận thua 1–3 trước Hellas Verona, chỉ trong 8,95 giây kể từ lúc trận đấu bắt đầu. Đây là bàn thắng nhanh thứ ba trong lịch sử Serie A, nhanh nhất trong lịch sử của Napoli và nhanh nhất trong sự nghiệp cá nhân của Lozano. Bốn ngày sau đó, trong trận tứ kết Coppa Italia gặp Spezia, anh đã ghi bàn thứ 100 trong tất cả các giải đấu. Cuối mùa giải, anh tham gia 32 trận trong Serie A, ghi tổng cộng 11 bàn thắng, đứng thứ hai trong danh sách ghi bàn của Napoli.

#### Mùa giải 2021–22
Trong mùa giải 2021–22, Lozano đã ghi bàn thắng đầu tiên của mình vào ngày 20 tháng 9, trong trận thắng 4–0 trước Udinese tại sân vận động Stadio Friuli. Đây là bàn thắng thứ 60 của anh tại châu Âu, vượt qua thành tích của Nery Castillo để trở thành cầu thủ người Mexico có số lượng bàn thắng nhiều thứ năm tại châu Âu. Vào ngày 9 tháng 12, trong trận đấu cuối cùng của Napoli ở vòng bảng Europa League mùa giải 2021–22, Lozano đã bị chấn thương đầu sau khi va chạm với đầu gối của cầu thủ đối phương Wilfred Ndidi ở phút thứ 40, và anh đã phải được đưa ra sân bằng cáng. Lozano trở lại thi đấu vào bốn ngày sau đó, khi anh được ra sân từ đầu trong trận thua 0–1 trước AC Milan. Vào ngày 6 tháng 1 năm 2022, Napoli thông báo rằng Lozano đã dương tính với COVID-19.
Ngày 13 tháng 1, sau khi hồi phục hoàn toàn từ COVID-19, Lozano trở lại thi đấu như một cầu thủ dự bị vào phút thứ 63 trong trận đấu vòng 16 Coppa Italia gặp Fiorentina. Tuy nhiên, anh đã bị truất quyền thi đấu sau hai mươi phút vì phạm lỗi muộn với cầu thủ đối phương Nicolás González. Bốn ngày sau đó, anh đã ghi cú đúp đầu tiên của mùa giải trong trận thắng 2–0 của Napoli trước Bologna.

## Sự nghiệp quốc tế

### Thời trẻ
Vào tháng 12 năm 2014, Lozano được HLV Sergio Almaguer triệu tập để tham gia cùng đội tuyển U-20 quốc gia Mexico trong Giải vô địch U-20 CONCACAF năm 2015. Trong trận đầu tiên của vòng bảng gặp Cuba, anh đã ghi hai bàn và kiến tạo bốn lần trong chiến thắng 9-1 của Mexico, giúp họ đứng đầu bảng. Anh còn thêm ba bàn thắng và một kiến tạo nữa trong giải đấu. Mexico giành chiến thắng chung cuộc trong giải sau khi đánh bại Panama trong loạt sút luân lưu 4-2, và Lozano được vinh danh là Chân sút vàng và cũng được chọn vào Đội hình xuất sắc nhất giải.
Vào tháng 5 năm 2015, Lozano tiếp tục tham gia Giải vô địch U-20 thế giới, nhưng Mexico kết thúc ở vị trí cuối cùng trong bảng.
Vào ngày 18 tháng 9 năm 2015, Lozano được HLV Raúl Gutiérrez chọn để thi đấu trong Giải vô địch bóng đá Olympic CONCACAF 2015. Anh ghi bàn thứ hai trong trận bán kết khi Mexico đánh bại Canada 2-0. Mexico sau đó giành chiến thắng trong giải đấu sau khi đánh bại Honduras 2-0 trong trận chung kết, và Lozano được vinh danh là Quả bóng vàng của giải và cũng được chọn vào Đội hình xuất sắc nhất giải.
Vào ngày 7 tháng 7 năm 2016, Lozano được gọi vào đội tuyển Mexico tham dự Thế vận hội Mùa hè 2016 tại Rio de Janeiro, Brazil. Tại giải này, trong trận đấu cuối cùng của vòng bảng gặp Hàn Quốc, anh bị đuổi khỏi sân sau khi xô đẩy một cầu thủ Hàn Quốc. Mexico thua trận 1-0 và bị loại khỏi giải.

### Đội tuyển quốc gia

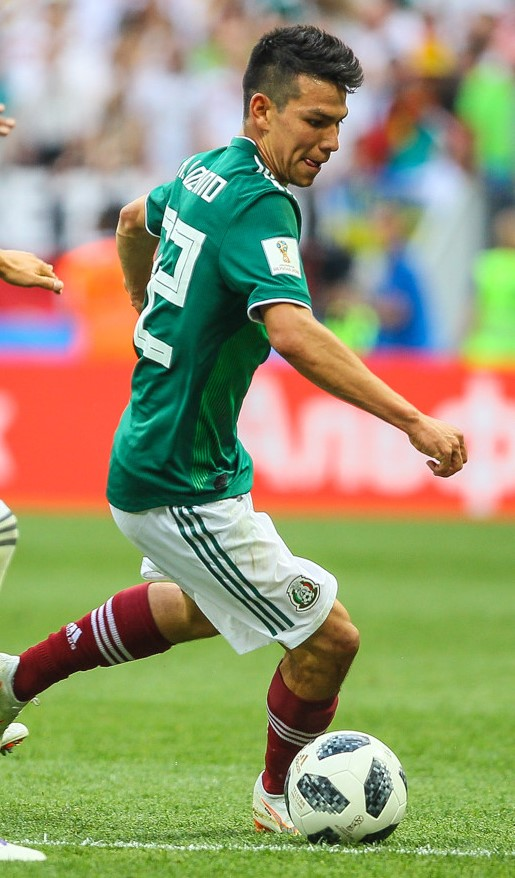
Lozano đối đầu với Đức tại World Cup FIFA 2018

Lozano đã được HLV Miguel Herrera triệu tập vào danh sách sơ bộ tham dự Cúp vàng CONCACAF 2015, nhưng sau đó bị loại khỏi danh sách chính, vẫn ở trong Danh sách sơ bộ nếu có cầu thủ khác gặp chấn thương. Lozano lần đầu tiên được triệu tập vào đội tuyển quốc gia Mexico vào tháng 2 năm 2016 dưới sự dẫn dắt của HLV Juan Carlos Osorio. Ngày 10 tháng 2, Lozano ra sân ở trận giao hữu với Senegal dưới tư cách là cầu thủ bắt đầu, góp công kiến tạo cho đồng đội Pachuca là Rodolfo Pizarro ghi bàn thứ hai, giúp Mexico thắng 2-0. Trong tháng tiếp theo, Lozano ghi bàn quốc tế đầu tiên của mình ở phút thứ 39 trong trận đấu vòng loại thứ ba cho World Cup FIFA 2018 gặp Canada, giúp Mexico thắng 3-0. Anh được gọi vào danh sách 23 cầu thủ của Mexico tham gia Copa América Centenario. Anh ra sân trong tất cả các trận đấu của giải, nhưng đội tuyển Mexico dừng bước ở vòng tứ kết.
Ngày 8 tháng 6 năm 2017, Lozano được chọn vào đội hình chính gồm 23 cầu thủ của Mexico tham gia Cúp liên đoàn FIFA tại Nga. Trong trận cuối vòng bảng gặp đội chủ nhà, Lozano đã ghi bàn thứ hai trong chiến thắng 2-1 sau khi đuổi theo một quả tạt bóng dài từ Héctor Herrera và vượt qua thủ môn Igor Akinfeev để đánh đầu vào lưới sau khi bóng tiến sát rìa vòng cấm. Màn trình diễn ấn tượng này đã giúp anh được bầu là "Cầu thủ xuất sắc nhất trận".
Vào ngày 1 tháng 9 năm 2017, Lozano đã ghi bàn duy nhất trong trận đấu loại vòng loại World Cup FIFA 2018 gặp Panama, qua đó đảm bảo Mexico có tấm vé dự giải đấu. Vào ngày 10 tháng 11, anh đã ghi cú đúp trong trận hòa 3-3 với Bỉ, ghi bàn sau đường chuyền bóng cắt ngang của Héctor Herrera ở phút 56 và ghi bàn bằng cú volley sau khi cú sút đầu tiên của anh bị thủ môn Thibaut Courtois cản phá ở phút thứ 58.
Vào ngày 4 tháng 6 năm 2018, Lozano được chọn vào đội hình chính gồm 23 cầu thủ của Mexico tham gia World Cup. Vào ngày 17 tháng 6, anh đã ghi bàn duy nhất trong trận mở màn bảng đấu gặp đương kim vô địch Đức, và sau đó anh được chọn là "Cầu thủ xuất sắc nhất trận" theo đánh giá của FIFA. Trong trận thứ hai gặp Hàn Quốc, Lozano kiến tạo để Javier Hernández ghi bàn thứ hai trong chiến thắng 2-1. Lozano cũng ra sân trong trận cuối bảng gặp Thụy Điển, và trong trận vòng 16 đội gặp Brazil.
Trong danh sách ban đầu cho Cúp vàng CONCACAF 2019, HLV Gerardo Martino đã gọi tên Lozano, nhưng sau đó anh bị loại khỏi giải đấu do chưa hoàn toàn hồi phục sau chấn thương đầu gối từ trận đấu ở PSV.
Ngày 10 tháng 7 năm 2021, trong trận đấu với Trinidad và Tobago, Lozano gặp chấn thương đầu khi va chạm với thủ môn Marvin Phillip, dẫn đến việc anh bị đá lên đầu, gây vết thương ở mắt và chấn thương cổ. Anh phải đeo cổ tử cung khi đưa vào bệnh viện. Được xác nhận rằng Lozano sẽ không tham gia phần còn lại của Cúp vàng CONCACAF 2021 và sẽ mất khoảng 4-6 tuần để hồi phục.
Ngày 14 tháng 11 năm 2022, Lozano được gọi vào đội hình 26 cầu thủ của Mexico tham gia World Cup FIFA 2022.

## Thống kê sự nghiệp

### Câu lạc bộ
Tính đến ngày 16 tháng 2 năm 2024
| Câu lạc bộ          | Mùa giải            | Giải đấu            | Giải đấu | Giải đấu | Cúp quốc gia | Cúp quốc gia | Châu lục | Châu lục | Tổng cộng | Tổng cộng |
| Câu lạc bộ          | Mùa giải            | Hạng                | Trận     | Bàn      | Trận         | Bàn          | Trận     | Bàn      | Trận      | Bàn       |
| ------------------- | ------------------- | ------------------- | -------- | -------- | ------------ | ------------ | -------- | -------- | --------- | --------- |
| Pachuca             | 2013–14             | Liga MX             | 16       | 2        | 8            | 3            | —        | —        | 24        | 5         |
| Pachuca             | 2014–15             | Liga MX             | 35       | 7        | —            | —            | 5        | 1        | 40        | 8         |
| Pachuca             | 2015–16             | Liga MX             | 40       | 12       | 8            | 0            | —        | —        | 48        | 12        |
| Pachuca             | 2016–17             | Liga MX             | 29       | 10       | —            | —            | 8        | 8        | 37        | 18        |
| Pachuca             | Tổng cộng           | Tổng cộng           | 120      | 31       | 16           | 3            | 13       | 9        | 149       | 43        |
| PSV                 | 2017–18             | Eredivisie          | 29       | 17       | 3            | 2            | 2        | 0        | 34        | 19        |
| PSV                 | 2018–19             | Eredivisie          | 30       | 17       | 2            | 0            | 8        | 4        | 40        | 21        |
| PSV                 | 2019–20             | Eredivisie          | 1        | 0        | 1            | 0            | 3        | 0        | 5         | 0         |
| PSV                 | Tổng cộng           | Tổng cộng           | 60       | 34       | 6            | 2            | 13       | 4        | 79        | 40        |
| Napoli              | 2019–20             | Serie A             | 26       | 4        | 1            | 0            | 7        | 1        | 34        | 5         |
| Napoli              | 2020–21             | Serie A             | 32       | 11       | 4            | 3            | 6        | 1        | 43        | 15        |
| Napoli              | 2021–22             | Serie A             | 30       | 5        | 1            | 0            | 6        | 1        | 37        | 6         |
| Napoli              | 2022–23             | Serie A             | 32       | 3        | —            | —            | 9        | 1        | 41        | 4         |
| Napoli              | Tổng cộng           | Tổng cộng           | 120      | 23       | 6            | 3            | 28       | 4        | 155       | 30        |
| PSV                 | 2023–24             | Eredivisie          | 14       | 5        | 2            | 0            | 5        | 0        | 21        | 5         |
| Tổng cộng sự nghiệp | Tổng cộng sự nghiệp | Tổng cộng sự nghiệp | 314      | 93       | 27           | 8            | 59       | 17       | 404       | 118       |

### Quốc tế
Tính đến ngày 24 tháng 3 năm 2024
| México    | México | México |
| Năm       | Trận   | Bàn    |
| --------- | ------ | ------ |
| 2016      | 12     | 1      |
| 2017      | 12     | 6      |
| 2018      | 10     | 1      |
| 2019      | 5      | 2      |
| 2020      | 2      | 1      |
| 2021      | 12     | 4      |
| 2022      | 10     | 1      |
| 2023      | 5      | 2      |
| 2024      | 2      | 0      |
| Tổng cộng | 70     | 18     |

#### Bàn thắng quốc tế
Bàn thắng và kết quả của México được để trước.
| #   | Ngày                 | Địa điểm                                                  | Đối thủ            | Bàn thắng | Kết quả | Giải đấu                        |
| --- | -------------------- | --------------------------------------------------------- | ------------------ | --------- | ------- | ------------------------------- |
| 1.  | 25 tháng 3 năm 2016  | BC Place, Vancouver, Canada                               | Canada             | 2–0       | 3–0     | Vòng loại World Cup 2018        |
| 2.  | 8 tháng 6 năm 2017   | Sân vận động Azteca, México City, México                  | Honduras           | 2–0       | 3–0     | Vòng loại World Cup 2018        |
| 3.  | 24 tháng 6 năm 2017  | Kazan Arena, Kazan, Nga                                   | Nga                | 2–1       | 2–1     | Confed Cup 2017                 |
| 4.  | 1 tháng 9 năm 2017   | Sân vận động Azteca, México City, México                  | Panama             | 1–0       | 1–0     | Vòng loại World Cup 2018        |
| 5.  | 6 tháng 10 năm 2017  | Sân vận động Alfonso Lastras, San Luis Potosí, México     | Trinidad và Tobago | 1–1       | 3–1     | Vòng loại World Cup 2018        |
| 6.  | 10 tháng 11 năm 2017 | Sân vận động Nhà vua Baudouin, Brussels, Bỉ               | Bỉ                 | 2–2       | 3–3     | Giao hữu                        |
| 7.  | 10 tháng 11 năm 2017 | Sân vận động Nhà vua Baudouin, Brussels, Bỉ               | Bỉ                 | 3–2       | 3–3     | Giao hữu                        |
| 8.  | 17 tháng 6 năm 2018  | Sân vận động Luzhniki, Moscow, Nga                        | Đức                | 1–0       | 1–0     | World Cup 2018                  |
| 9.  | 22 tháng 3 năm 2019  | Sân vận động SDCCU, San Diego, Hoa Kỳ                     | Chile              | 3–0       | 3–1     | Giao hữu                        |
| 10. | 11 tháng 10 năm 2019 | Sân vận động quốc gia Bermuda, Devonshire Parish, Bermuda | Bermuda            | 4–1       | 5–1     | CONCACAF Nations League 2019–20 |
| 11. | 17 tháng 11 năm 2020 | Merkur-Arena, Graz, Áo                                    | Nhật Bản           | 2–0       | 2–0     | Giao hữu                        |
| 12. | 30 tháng 3 năm 2021  | Sân vận động Wiener Neustadt, Wiener Neustadt, Áo         | Costa Rica         | 1–0       | 1–0     | Giao hữu                        |
| 13. | 29 tháng 5 năm 2021  | Sân vận động AT&T, Arlington, Hoa Kỳ                      | Iceland            | 1–1       | 2–1     | Giao hữu                        |
| 14. | 29 tháng 5 năm 2021  | Sân vận động AT&T, Arlington, Hoa Kỳ                      | Iceland            | 2–1       | 2–1     | Giao hữu                        |
| 15. | 10 tháng 10 năm 2021 | Sân vận động Azteca, México City, México                  | Honduras           | 3–0       | 3–0     | Vòng loại World Cup 2022        |
| 16. | 24 tháng 9 năm 2022  | Sân vận động Rose Bowl, Pasadena, Hoa Kỳ                  | Perú               | 1–0       | 1–0     | Giao hữu                        |
| 17. | 26 tháng 3 năm 2023  | Sân vận động Azteca, México City, México                  | Jamaica            | 2–2       | 2–2     | CONCACAF Nations League 2022–23 |
| 18. | 14 tháng 10 năm 2023 | Sân vận động Bank of America, Charlotte, Hoa Kỳ           | Ghana              | 1–0       | 2–0     | Giao hữu                        |

## Danh hiệu
Pachuca
- Liga MX: Clausura 2016[104]
- CONCACAF Champions League: 2016–17[105]

PSV
- Eredivisie: 2017–18[106]

Napoli
- Serie A: 2022–23[107]
- Coppa Italia: 2019–20[108]

Đội trẻ Mexico
- CONCACAF U-20 Championship: 2015[109]
- CONCACAF Olympic Qualifying Championship: 2015[110]